# 有川貞昌
有川 貞昌（、1925年〈大正14年〉6月17日 - 2005年〈平成17年〉9月22日）は、日本の撮影技師、特技監督。
日本映画撮影監督協会会員。通り名は「貞昌」を音読みした「ていしょう」。
東宝の俳優であった河辺昌義は甥にあたる。

## 来歴
東京府出身。日本大学旧工学部（現日本大学理工学部）卒。
1943年（昭和18年）、日比谷の映画館で東宝映画『南海の花束』（1942年、阿部豊監督）を観て、四発飛行艇「川西大艇」に魅せられ、愛媛県の逓信省愛媛航空機乗員養成所へ入所。飛行機パイロットの訓練を受ける。
1944年（昭和19年）、台湾南部の航空隊に配属され、雷撃機搭乗隊員として、対潜哨戒作戦に従事する。この航空隊での映画会で、『雷撃隊出動』（1944年、山本嘉次郎監督）を鑑賞し、出来栄えの素晴らしさに感動する。
1945年（昭和20年）、内地で敗戦を迎える。本人によれば、「幾度か死地を脱した末のことであった」という。同年8月、東宝で女優を務めていたいとこを介して東宝に入社。技術部音響技術課（録音課）に配属される。
1948年（昭和23年）、前々年からの東宝争議で、東宝撮影所は映画製作が止まってしまう。学生野球の経験があることから、有川は若い女優らと地方へ野球の試合に向かわされ、缶詰会社の社員と試合をして、もらって帰った缶詰を組合に供出するというような日々を送った。
撮影所が政治闘争の場となり、映画製作どころか組合の言いなりのような状態に「思想的に同調できなかった」という有川は、同年6月に東宝撮影所を退社。この前に、戦時中に観て感激した、『雷撃隊出動』を撮影した円谷英二を訪ねたところ、飛行機の話題で意気投合。誘われて円谷が自宅敷地に設置した円谷特殊技術研究所の撮影助手となる。この円谷特殊技術研究所には、利光貞三、富岡素敬、山本久蔵、樺島幸男、荒木秀三郎、真野田陽一らがいた。しかし、最初の仕事は映画ではなく、円谷が発明し販売していたオートスナップの改修であった。
1950年（昭和25年）、東宝に復帰し、正式に専属契約を結ぶ。
この年、GHQによる公職追放でフリーランスの身となっていた円谷が、東宝撮影所内に円谷特殊技術研究所を設置。有川は研究所員として加わり、合成撮影などを請け負い、「東宝マーク」の作成も行う。
1953年（昭和28年）、円谷が嘱託として東宝に復帰。これに伴い、同じく撮影技師の富岡素敬、真野田陽一と共に東宝のカメラマンとなる。
同年、『太平洋の鷲』（本多猪四郎監督）で特撮パートのカメラマンを務める。
1954年（昭和29年）、怪獣映画『ゴジラ』で特撮班のカメラマンを務める。以後、数多くの映画、テレビの特撮作品を手がけ、昭和期における特殊撮影技術を代表する一人となる。円谷の下では、引き（ロング画面）のカメラマンを担当。また、円谷の代理で本多猪四郎との連絡役も務めた。
1957年（昭和32年）、『地球防衛軍』（本多猪四郎監督）のタイトルロールで、初めて「撮影」としてクレジット記名される。
1960年（昭和35年）、『電送人間』（福田純監督）より撮影技師となる。
1962年（昭和37年）、『紅の空』（谷口千吉監督）で特技監督の円谷を補佐し、特技演出を務める。
1963年（昭和38年）、円谷英二が円谷特技プロダクションを創設。円谷に請われ、同社とフジテレビとの番組企画『WoO』に企画参画する。
1965年（昭和40年）、円谷特技プロダクション製作のテレビ映画『ウルトラQ』の「五郎とゴロー」「1/8計画」で特技監督デビュー。以後、円谷特技プロのテレビ作品で特撮を担当。
1966年（昭和41年）、『ゴジラ・エビラ・モスラ 南海の大決闘』（福田純監督）では、円谷に代わって実質的に特撮演出のほとんどを務める。
1967年（昭和42年）、『怪獣島の決戦 ゴジラの息子』（福田純監督）で、正式に東宝の2代目特技監督の役職を得る。
1968年（昭和43年）、円谷特技プロダクションが「円谷プロダクション」と社名変更。登記上の取締役に就任（名義のみ）。
1969年（昭和44年）、円谷とともに大阪万博の『三菱未来館』の「サークロマ立体映像」を制作。
1970年（昭和45年）、師匠の円谷英二が死去。「サークロマ立体映像」の仕上げを行う。円谷の死去直後にクランクインした『ゲゾラ・ガニメ・カメーバ 決戦!南海の大怪獣』（本多猪四郎監督）で特技監督を担当、これが東宝での最後の特撮劇場作品となる。
1971年（昭和46年）、東宝特技課の解散に伴い、東宝を退社。このことについて、円谷がいなくなり目指すべき目標がなくなったとの趣旨のコメントを残している。この年、東宝の系列会社である国際放映に移籍。
1972年（昭和47年）、東宝に請われてテレビドラマ『愛の戦士レインボーマン』（NET）の特撮を担当。テレビの低予算下での、ミニチュアなど自作しながらの「手作り特撮」が、大いに勉強になったと語っている。
1977年（昭和52年）、元東宝の造形スタッフの村瀬継蔵に招かれ、香港のショウ・ブラザーズ製作の『北京原人の逆襲』（ホー・メン・ファ監督）で特技監督を務める。
1979年（昭和54年）、『西遊記II』（日本テレビ）で、プロデューサーを務める。
一時期は映像業界から離れ、自動車学校の講師を務めていたこともあった。
晩年は映像関係の専門学校の講師として、特撮技術の指導に当たった。
2002年（平成14年）、頚椎を損傷し全身麻痺となり、翌年に伊豆の療養施設へ入所する。
2005年（平成17年）9月22日、肺癌のため死去。80歳没。告別式は代々幡斎場で行われた。

## 円谷英二との関係

### 出会い
有川は戦時中に観た『ハワイ・マレー沖海戦』（1942年、山本嘉次郎監督）や『雷撃隊出動』（1944年、山本嘉次郎監督）を観て感激し、パイロットを目指して海軍航空隊に入隊したが、これらの映像を記録フィルムと信じて疑わなかったという。
1947年（昭和22年）に東宝を辞めた際に、円谷英二が有川と同じ理由で東宝を辞め、独立したと聞いて、人から聞いた住所をあてに個人的に自宅を訪問した。映画が記録フィルムであると信じていた有川は円谷に、「『雷撃隊出動』の現場担当者は、どこの部隊の人ですか」と聞いたのであるが、円谷に「あれは映画で、飛行機は模型だよ」と言われてびっくりしたという。このときは特撮の知識など何もなかったが、円谷自身三等飛行士であることから、夜中まで飛行機の話題で話し込むこととなった。
この突然の訪問の帰り際に、円谷に「どうだ、日本ではもう飛行機（戦闘機）は飛ばせられんが映画ならできる。君も一緒にやらんか？」と言われた有川は、夢中で「はい！」と答えた。これがその後25年にわたる、円谷と特撮との歴史の始まりだったと有川は述懐している。

### 撮影現場での関係
円谷英二の愛弟子として薫陶を受け、円谷を「オヤジ」と呼んで慕った。
意見の違いでぶつかり合うこともあったが、「そこは信頼関係ですから、根に持つこともありませんでしたね」と語っている。師と仰ぐ円谷と同じく、元は飛行機乗り志望であり、『空の大怪獣 ラドン』（本多猪四郎監督）を始め、多くの映画で特撮用の空中撮影のために、円谷と2人でセスナの操縦桿を握っている。
しかし、自身と円谷とでは飛行機に対する憧れのあり方は異なっていたといい、有川は実戦経験に基づいていたのに対し、円谷は人が空を飛ぶことそのものに夢を抱いていたと述べている。『太平洋の鷲』では、円谷の方針に対して実乗経験から意見したが押し切られ、渋々撮影したものの、映像を見て円谷のやり方に納得し、以後円谷に全面の信頼を置くようになったという。
『ゴジラ』では、「アップを撮れ」という円谷の指示に対しサイズがわからないと聞いたところ「編集は俺がやる」と返され、これではカメラマンではなく「カメラ番」ではないかとひがんだが、サイズは自分に任されているのだと思い直して必死に撮影に挑み、完成した際には報われた思いであったという。有川は、後年のインタビューでも当時の自身はカメラマンではなくカメラ番であったと述懐している。
円谷はテレビ時代の到来を予感し、円谷プロダクションを設立し、特撮テレビ番組の製作に乗り出したが、有川はテレビ業界が発展するとは思えず小さなテレビ画面で特撮をやることには反対であったといい、円谷にも反対意見を直接述べたという。その後、有川は円谷の要請で円谷プロ作品も手掛けることになったが、実際にやってみてやはり映画の方が性に合っていると実感したという。
特技監督を引き継いだことについて、円谷から自身の技量を認められたと受け止めている一方で、本業以外の仕事が忙しくなり特技監督という立場にこだわらなくなった円谷から仕事を押し付けられたという心情でもあったという。有川は本編監督と話し合うのが苦手であったといい、『南海の大決戦』では本編側とすり合わせなければならない部分は円谷に相談し話を通してもらっていたと述べている。

### 私生活での関係
有川の長男によれば、円谷は有川の自宅の保証人にもなっていた。また、有川は円谷が探してきたイギリスのメーカーヒルマンの車にも乗っていたが、壊れやすかったため国産のトヨタ・パブリカに乗り換えていた。
有川は、円谷の服装を真似て同じものを着ることが多かった。
有川は撮休の日も円谷の自宅で円谷と作品の構想を練っていたという。円谷と息子らとの喧嘩の際は有川が呼ばれて止めに入ることも多く、円谷の長男である円谷一からは「ウチの長男って誰だよ」と言われることもあった。
円谷は静養中に有川へ電話を掛けてきて、有川は円谷に会いに行こうと考えていたが、その数日後に円谷は死去した。円谷一も死去する前日に特に用はないが有川のもとを訪ねていた。

## 人物・エピソード
『ゴジラ』のころは専属のスクリプターはおらず、有川が事実上その役割を担っていた。
前年の『白夫人の妖恋』（豊田四郎監督）に次いで、日本初の総天然色フィルムによる特撮怪獣映画となる『空の大怪獣 ラドン』では、特撮・本編合わせてスタッフ全員が未経験のカラー撮影にあたり、どの会社のカラーフィルムを使うかが論議となった。結局、イーストマン・カラーが用いられたが、これは特撮班カメラマンである有川の強い推薦によるものだった。
この『空の大怪獣 ラドン』で、福岡市天神地区で特撮スタッフとロケハンをしていたところ、地元のチンピラたちが因縁をつけてきた。ところが、彼らが東宝の特撮スタッフだと知ると、チンピラたちは「なんね、この九州にゴジラが来るとね!?」と驚いて態度を豹変させ、歓待してくれたという。
有川によると、『ゴジラの息子』は、有川がオヤジ（円谷）を継いで、東宝の二代目特技監督に就任したことを祝って、「ゴジラにも息子をやろう」と生まれた企画だったという。
円谷は自身の持つイメージをスタッフに作らせるというタイプの監督であったが、有川は自分で枠を決めてスタッフを動かすというやり方であった。当時は一人前の監督のつもりで一人で思い悩むこともなかったが、現場を離れてからは自分はスタッフに支えられていたのだと反省するようになったという。スクリプターの鈴木桂子は、円谷が現場を俯瞰して見ていたのに対し、有川は自身で動きすぎていたと評している。
特技監督時代は、円谷がやらなかったことをやろうという方針で、怪獣に生物としてのリアリティを演出するなどしていた。田中友幸は、有川の作風について「思い切った合成シーンの使用や、独特のカメラアングルは、カメラマンならではの出来栄え」であったと評している。書籍『ゴジラ大百科 新モスラ編』では、怪獣対決の演出に特徴があると評している。
有川が唯一都市破壊描写を演出した『怪獣総進撃』では、ゴジラの手前にマンダを配するなど、従来にない立体的な表現を行った。また、『怪獣総進撃』でのヘリコプター越しの俯瞰ショットや『マイティジャック』での空中戦など、飛行機乗りの視点を意識した描写が特色とされる。
川北紘一によれば、現場では非常に厳しい人物であったという。造形助手の鈴木儀雄も、有川は軍人経験があったため厳しく、失敗するとビンタされたり、カメラ操作に用いるパン棒で叩かれたりすることもあったと述べている。戦後すぐのころは、上司の発言に憤って包丁を持って追いかけたこともあったという。ゴジラのスーツアクターを務めた中島春雄は、テキパキとして素っ気ない仕事ぶりであったと述懐している。
鈴木桂子は、有川について人見知りせず人懐っこくて気さくだったといい、鈴木は最初に現場へ入った時も有川がいたため入っていきやすかったと述べている。撮影助手を務めた森喜弘も、有川は現場ではピリピリしていたが、普段は優しかったと証言している。
有川の長男によれば、中島は『ゴジラの息子』でゴジラ役から外されて以来有川のことを快く思っていなかったといい、その後もともに仕事をすることは多かったが話は噛み合っていなかったという。
有川の後を継いで特技監督となった中野昭慶は、監督には理系か文系どちらかの素養があるとの持論を述べており、有川は理系の天才であると評している。また、特撮カメラマンとしては、重いカメラで飛び回るラジコン飛行機を的確に捉える有川の反射神経や運動神経の高さを評価しており、パイロット経験のあった円谷・有川のコンビによる飛行機の動きには独特のリアリティがあったと述べている。
国際放映へは、東宝で総務部長を務めていた猪股正文が同社で撮影所長を務めていたことから引き抜かれ、撮影所長に次ぐ技師長の肩書で迎えられた。しかし、猪股の死去により有川は同社での居場所がなくなり、海外から有川へのオファーが来ていたこともあり同社を退社した。
有川の長男によれば、有川は撮影所から使わなくなった着ぐるみやミニチュアなどをよく持ち帰っていた。しかし、それらの価値については無頓着であったといい、長男のおもちゃにして遊ばせ壊れたら捨てていたという。
野球が好きで、東宝特撮スタッフで結成した草野球チームではピッチャーや監督を務めていた。

## 代表作
参照：有川貞昌 2018, pp. 292–293, 「有川貞昌 主要作品リスト」

### 映画
| 公開年 | 公開年   | 作品名                                     | 製作（配給）                                 | 役職                    |
| ------ | -------- | ------------------------------------------ | -------------------------------------------- | ----------------------- |
| 1948年 | 9月4日   | 颱風圏の女                                 | 松竹                                         | 撮影 （特殊技術）       |
| 1948年 | 11月29日 | 月光城の盗賊                               | 東横映画 （大映）                            | 撮影 （特殊技術）       |
| 1949年 | 4月17日  | 花くらべ狸御殿                             | 大映                                         | 撮影 （特殊技術）       |
| 1949年 | 7月18日  | 虹男                                       | 大映                                         | 撮影 （特殊技術）       |
| 1949年 | 8月14日  | 幽霊列車                                   | 大映                                         | 撮影 （特殊技術）       |
| 1949年 | 8月22日  | わたしの名は情婦                           | 大映                                         | 撮影 （特殊技術）       |
| 1949年 | 9月25日  | 透明人間現わる                             | 大映                                         | 撮影 （特殊技術）       |
| 1950年 | 6月15日  | 日本戦歿学生の手記 きけ、わだつみの声      | 東横映画 （東京映画配給）                    | 撮影 （特殊技術）       |
| 1950年 | 11月23日 | 佐々木小次郎                               | 東宝 森田プロ （東宝）                       | 撮影 （特殊技術）       |
| 1951年 | 1月11日  | 愛と憎しみの彼方へ                         | 映画芸術協会 （東宝）                        | 撮影 （特殊技術）       |
| 1951年 | 7月13日  | 海賊船                                     | 東宝                                         | 撮影 （特殊技術）       |
| 1951年 | 7月20日  | せきれいの曲                               | 東宝                                         | 撮影 （特殊技術）       |
| 1951年 | 9月14日  | 武蔵野夫人                                 | 東宝                                         | 撮影 （特殊技術）       |
| 1951年 | 12月7日  | 赤道祭                                     | 東宝                                         | 撮影 （特殊技術）       |
| 1952年 | 2月28日  | 南国の肌                                   | 木曜プロ （東宝）                            | 撮影 （特殊技術）       |
| 1952年 | 11月27日 | 港へ来た男                                 | 東宝                                         | 撮影 （特殊技術）       |
| 1953年 | 1月9日   | ひめゆりの塔                               | 東映                                         | 撮影 （特殊技術）       |
| 1953年 | 4月22日  | 飛び出した日曜日                           | 東宝                                         | 撮影 （特殊技術）       |
| 1953年 | 4月29日  | 悲劇の将軍 山下泰文                        | 東映                                         | 撮影 （特殊技術）       |
| 1953年 | 6月9日   | 雲ながるる果てに                           | 重宗プロ 新世紀映画 （松竹）                 | 撮影 （特殊技術）       |
| 1953年 | 6月28日  | アナタハン                                 | 大和プロ （東宝）                            | 撮影 （特殊技術）       |
| 1953年 | 9月15日  | 君の名は 第一部                            | 松竹                                         | 撮影 （特殊技術）       |
| 1953年 | 9月30日  | 沖縄健児隊                                 | 松竹                                         | 撮影 （特殊技術）       |
| 1953年 | 10月21日 | 太平洋の鷲                                 | 東宝                                         | 撮影 （特殊技術）       |
| 1954年 | 2月10日  | さらばラバウル                             | 東宝                                         | 撮影 （特殊技術）       |
| 1954年 | 6月1日   | かくて自由の鐘は鳴る                       | 東宝                                         | 撮影 （特殊技術）       |
| 1954年 | 9月26日  | 宮本武蔵                                   | 東宝                                         | 撮影 （特殊技術）       |
| 1954年 | 11月3日  | ゴジラ                                     | 東宝                                         | 撮影 （特殊技術）       |
| 1954年 | 12月29日 | 透明人間                                   | 東宝                                         | 撮影 （特殊技術）       |
| 1955年 | 4月24日  | ゴジラの逆襲                               | 東宝                                         | 撮影 （特殊技術）       |
| 1955年 | 8月14日  | 獣人雪男                                   | 東宝                                         | 撮影 （特殊技術）       |
| 1956年 | 1月22日  | 乱菊物語                                   | 東宝                                         | 撮影 （特殊技術）       |
| 1956年 | 6月22日  | 白夫人の妖恋                               | 東宝                                         | 撮影 （特殊技術）       |
| 1956年 |          | 銀輪                                       | 新理研映画                                   | 撮影 （特殊技術）       |
| 1956年 | 10月31日 | 殉愛                                       | 東宝                                         | 撮影 （特殊技術）       |
| 1956年 | 12月26日 | 空の大怪獣 ラドン                          | 東宝                                         | 撮影 （特殊技術）       |
| 1957年 | 1月29日  | 極楽島物語                                 | 宝塚映画 （東宝）                            | 撮影 （特殊技術）       |
| 1957年 | 12月28日 | 地球防衛軍                                 | 東宝                                         | 撮影 （特殊技術）       |
| 1958年 | 6月24日  | 美女と液体人間                             | 東宝                                         | 撮影 （特殊技術）       |
| 1958年 | 10月14日 | 大怪獣バラン                               | 東宝                                         | 撮影 （特殊技術）       |
| 1959年 | 4月19日  | 孫悟空                                     | 東宝                                         | 撮影 （特殊技術）       |
| 1959年 | 7月5日   | 潜水艦イ-57降伏せず                        | 東宝                                         | 撮影 （特殊技術）       |
| 1959年 | 10月25日 | 日本誕生                                   | 東宝                                         | 撮影 （特殊技術）       |
| 1959年 | 12月26日 | 宇宙大戦争                                 | 東宝                                         | 撮影 （特殊技術）       |
| 1960年 | 4月10日  | 電送人間                                   | 東宝                                         | 撮影 （特殊技術）       |
| 1960年 | 4月26日  | ハワイ・ミッドウェイ大海空戦 太平洋の嵐    | 東宝                                         | 撮影 （特殊技術）       |
| 1960年 | 12月11日 | ガス人間第一号                             | 東宝                                         | 撮影 （特殊技術）       |
| 1961年 | 1月3日   | 大坂城物語                                 | 東宝                                         | 撮影 （特殊技術）       |
| 1961年 | 7月30日  | モスラ                                     | 東宝                                         | 撮影 （特殊技術）       |
| 1961年 | 8月13日  | 紅の海                                     | 東宝                                         | 撮影 （特殊技術）       |
| 1961年 | 9月17日  | ゲンと不動明王                             | 東宝                                         | 撮影 （特殊技術）       |
| 1961年 | 10月8日  | 世界大戦争                                 | 東宝                                         | 撮影 （特殊技術）       |
| 1962年 | 3月21日  | 妖星ゴラス                                 | 東宝                                         | 撮影 （特殊技術）       |
| 1962年 | 3月21日  | 紅の空                                     | 東宝                                         | 撮影・監督 （特殊技術） |
| 1962年 | 8月11日  | キングコング対ゴジラ                       | 東宝                                         | 撮影 （特殊技術）       |
| 1962年 |          | 大津波                                     | 東宝 ストラットンプロダクション              | 撮影 （特殊技術）       |
| 1963年 | 1月3日   | 太平洋の翼                                 | 東宝                                         | 撮影 （特殊技術）       |
| 1963年 | 4月28日  | 社長外遊記                                 | 東宝                                         | 撮影 （特殊技術）       |
| 1963年 | 4月28日  | 五十万人の遺産                             | 宝塚映画 三船プロダクション （東宝）         | 撮影 （特殊技術）       |
| 1963年 | 5月29日  | 青島要塞爆撃命令                           | 東宝                                         | 撮影 （特殊技術）       |
| 1963年 | 8月11日  | マタンゴ                                   | 東宝                                         | 撮影 （特殊技術）       |
| 1963年 | 10月26日 | 大盗賊                                     | 東宝                                         | 撮影 （特殊技術）       |
| 1963年 | 10月27日 | 太平洋ひとりぼっち                         | 日活 石原プロモーション （日活）             | 撮影 （特殊技術）       |
| 1963年 | 12月22日 | 海底軍艦                                   | 東宝                                         | 撮影 （特殊技術）       |
| 1964年 | 1月13日  | 士魂魔道 大龍巻                            | 宝塚映画 （東宝）                            | 撮影 （特殊技術）       |
| 1964年 | 4月29日  | モスラ対ゴジラ                             | 東宝                                         | 撮影 （特殊技術）       |
| 1964年 | 8月1日   | がらくた                                   | 東宝                                         | 撮影 （特殊技術）       |
| 1964年 | 8月11日  | 宇宙大怪獣ドゴラ                           | 東宝                                         | 撮影 （特殊技術）       |
| 1964年 | 10月4日  | 自動車泥棒                                 | 東宝                                         | 撮影 （特殊技術）       |
| 1964年 | 12月20日 | 三大怪獣 地球最大の決戦                    | 東宝                                         | 撮影 （特殊技術）       |
| 1965年 | 1月15日  | 勇者のみ                                   | 東京映画 シナトラ・エンタープライズ （東宝） | 撮影 （特殊技術）       |
| 1965年 | 6月19日  | 太平洋奇跡の作戦 キスカ                    | 東宝                                         | 撮影 （特殊技術）       |
| 1965年 | 8月8日   | フランケンシュタイン対地底怪獣             | 東宝 ベネディクト・プロ （東宝）             | 撮影 （特殊技術）       |
| 1965年 | 10月31日 | 大冒険                                     | 東宝 渡辺プロダクション （東宝）             | 撮影 （特殊技術）       |
| 1965年 | 12月19日 | 怪獣大戦争                                 | 東宝 ベネディクト・プロ （東宝）             | 撮影 （特殊技術）       |
| 1965年 |          | 大沈清伝                                   | （韓国映画）                                 | 撮影 （特殊技術）       |
| 1966年 | 7月13日  | ゼロ・ファイター 大空戦                    | 東宝                                         | 撮影 （特殊技術）       |
| 1966年 | 7月31日  | フランケンシュタインの怪獣 サンダ対ガイラ  | 東宝 ベネディクト・プロ （東宝）             | 撮影 （特殊技術）       |
| 1966年 | 12月17日 | ゴジラ・エビラ・モスラ 南海の大決闘        | 東宝                                         | 監督補 （特殊技術）     |
| 1967年 | 12月16日 | 怪獣島の決戦 ゴジラの息子                  | 東宝                                         | 特技監督                |
| 1968年 | 8月1日   | 怪獣総進撃                                 | 東宝                                         | 特技監督                |
| 1970年 | 8月1日   | ゲゾラ・ガニメ・カメーバ 決戦!南海の大怪獣 | 東宝                                         | 特殊技術                |
| 1978年 | 3月11日  | 北京原人の逆襲                             | ショウ・ブラザーズ （松竹）                  | 特技監督                |
| 1983年 | 12月     | 無字天書                                   |                                              | 特技監督                |

### テレビ
| 期間           | 期間           | 番組名                 | サブタイトル | 制作（放送局）                                 | 役職              |
| -------------- | -------------- | ---------------------- | --- | ---------------------------------------------- | ----------------- |
| 1959年3月7日   | 1960年5月28日  | 鉄腕アトム             | | 松崎プロ 毎日放送                              | 撮影              |
| 1966年1月2日   | 1966年7月3日   | ウルトラQ              | - 第2話 「五郎とゴロー」 - 第17話 「1/8計画」 - 第18話 「虹の卵」 - 第19話 「2020年の挑戦」 | TBS 円谷プロダクション                         | 特技監督          |
| 1966年7月10日  | 1967年4月9日   | ウルトラマン           | - 第37話 「小さな英雄」 - 第38話 「宇宙船救助命令」 | TBS 円谷プロダクション                         | 特殊技術          |
| 1966年11月9日  | 1967年9月27日  | 快獣ブースカ           | - 第29話 「地底戦車で探険」 - 第31話 「飛んで来た遊園地」 - 第36話 「踊れ!フラミンゴ」 - 第38話 「海が呼んでる」 | 日本テレビ 円谷プロダクション 東宝             | 特殊技術          |
| 1967年10月1日  | 1968年9月8日   | ウルトラセブン         | - 第4話 「マックス号応答せよ」 - 第6話 「ダーク・ゾーン」 | 円谷プロダクション TBS                         | 特殊技術          |
| 1968年4月6日   | 1968年6月29日  | マイティジャック       | 第11話 「燃える黄金」 | 円谷プロダクション フジテレビ                  | 特殊技術          |
| 1968年7月6日   | 1968年12月28日 | 戦え! マイティジャック | - 第1話 「かかった罠はぶっ飛ばせ!」 - 第4話 「とられたものはとりかえせ!!」 - 第5話 「マリヤの像を追いかけろ!!」 - 第6話 「マイティー号でぶちかませ!!」 - 第9話 「地底の悪魔をたたき出せ!」 - 第10話 「消えた王女の謎を解け!!」 - 第14話 「炎の海を乗り越えろ!」 - 第15話 「死人の館に突進せよ!」 - 第19話 「くいとめろ人間植物園!」 - 第20話 「宇宙忍者をあばき出せ」 - 第23話 「殺し屋レディをマークしろ!」 - 第24話 「ハプニング島へ進路とれ!!」                               | 円谷プロダクション フジテレビ                  | 特殊技術          |
| 1971年9月4日   | 1971年11月27日 | 天皇の世紀             | 第1話 「黒船渡来」 | 朝日放送 国際放映                              | 監督 （特殊撮影） |
| 1972年10月6日  | 1973年9月28日  | 愛の戦士レインボーマン | 全52話 | NET 東宝                                       | 特殊技術          |
| 1973年4月15日  | 1973年7月29日  | へんしん!ポンポコ玉    | ノンクレジット | 国際放映 TBS                                   | 特殊技術          |
| 1973年10月2日  | 1974年3月26日  | 水滸伝                 | - 第1話 「大宋国の流星」 - 第2話 「蒼州の熱風」 - 第3話 「熱砂の決闘」 - 第4話 「九紋竜の激怒」 - 第5話 「野盗の叫び」 - 第6話 「梁山泊の夜明け」 - 第7話 「小旋風と黒旋風」 - 第8話 「青州の妖精」 - 第9話 「宋江、危機一髪」 - 第10話 「梁山泊軍、江州に躍る」 - 第11話 「さすらいの勇者」 - 第12話 「二竜山の対決」 - 第13話 「荒野の三兄弟」 - 第14話 「決戦!祝家荘」 - 第15話 「二人の魯達」 - 第16話 「必殺の矢」 - 第17話 「林中・宿敵に挑む」 - 第18話 「風雲・高唐州!」 | 日本テレビ 国際放映                            | 特技監督          |
| 1976年10月4日  | 1977年3月28日  | バトルホーク           | 全26話 | 東洋エージェンシー ナック （東京12チャンネル） | 特撮監督          |
| 1979年11月11日 | 1980年5月4日   | 西遊記II               | 全26話 | 日本テレビ 国際放映                            | プロデューサー    |
| 1980年5月11日  | 1980年10月5日  | 猿飛佐助               | 全17話 | 日本テレビ 国際放映                            | プロデューサー    |

### 舞台
- アイヌ恋歌（1958年、日本劇場） - 背景映像撮影
- 春・夏・秋のおどり（1958年、日本劇場） - 背景映像撮影

### イベント
- 日本万国博覧会 三菱未来館サークロラマ映画『日本の自然と日本人の夢』（1970年） - 撮影

## オーディオコメンタリー出演
活躍当時の特撮現場でのエピソードは、以下のDVDの有川自身のコメンタリーで聞くことができる。
- 『ゴジラの逆襲』 （同じ円谷組の特撮カメラマン・富岡素敬との共同）
- 『空の大怪獣 ラドン』
- 『フランケンシュタイン対地底怪獣』
- 『怪獣島の決戦 ゴジラの息子』
- 『愛の戦士レインボーマン』

## 著書
- 有川貞昌 著、田端恵 編『有川貞昌 ゴジラの息子と円谷英二』洋泉社〈映画秘宝COLLECTION〉、2018年8月17日。ISBN 978-4-8003-1534-2。
  - 有川の死去後、2000年ごろに執筆していた『ゴジラの息子の回顧録』の遺稿と1999年にオブロングボックスに掲載された『半世紀前の反省記』に、関係者のインタビューを加えて出版された[29]。